# ネフティス (小惑星)
ネフティス (287 Nephthys) は、小惑星帯に位置する大きなS型小惑星。
1889年8月25日にアメリカ合衆国の天文学者、クリスチャン・H・F・ピーターズによりニューヨーク州クリントンで発見された。
エジプト神話の夜を司る女神、ネフティスから命名された。